# 斜格
斜格（しゃかく、英: oblique case）とは、特に古典ギリシア語やラテン語において、主格および呼格以外の格の総称:194,。広義には、ある言語において、無標の、基本となる格を除く全ての格の総称:337。
伝統文法では、主格は直立の格（羅: casus rectus）と呼ばれ、それ以外の斜めの格（羅: casus obliquus）と区別された。この用語は、主格以外の格が主格には無い性質を共有している場合に有用である。たとえば、ラテン語では、主格と斜格で語幹が異なる場合がある（homo「人間・主格」、homin-em「人間・対格」、homin-i「人間・与格」など）。
また、2つの格からなる格組織を持つ言語では、基本となるものを直格（ちょっかく、direct case）と呼ぶのに対して、もう一方を斜格（または general oblique英〔一般斜格〕）と呼ぶことがある。たとえば、イラン諸語やユト・アステカ語族の一部の言語で用いられている。
また、斜格語（しゃかくご、oblique英）は、主語や目的語以外の、特に重要な文法的働きを持たない名詞句の総称である:194 （→ラテン語の格変化）。